# 가무로촌
가무로촌(学文路村)은 와카야마현 이토군에 설치되었던 촌이다. 현재의 하시모토시 남서부에 해당한다.

## 역사
- 1889년 4월 1일 - 정촌제 시행에 의해 11촌의 구역을 가지고 스다촌이 성립하였다.
- 1955년 1월 1일 - 기미촌, 야마다촌, 기시카미촌, 스다촌, 가무촌과 합병해 하시모토시가 성립하여, 동일 가무로촌은 폐지되었다.

## 교통

### 철도
- 난카이 전기 철도
  - 난카이 고야선

## 참고문헌
- 角川日本地名大辞典 30 和歌山県